# 막심 마르첸코
막심 미하일로비치 마르첸코(우크라이나어: Максим Михайлович Марченко; 1983년 2월 10일 출생)는 우크라이나의 대령이자, 제28기계화여단 및 우크라이나 지상군의 아이다르 대대의 전 사령관이며 2022년 3월 1일부터 2023년 3월 15일까지 오데사주 지사였다.

## 생애
마르첸코는 1983년 2월 10일 도네츠크주의 슬로우얀스크에서 태어났다. 2005년, 그는 하르키우 전차 부대 연구소를 졸업하고 국방대학교의 부대(군대) 운용 지휘참모연구소에서 공부했다.
2015년부터 2017년까지 그는 우크라이나 지상군의 공격 대대 중 하나인 아이다르 대대의 지휘관으로 복무했다.
이후 2017년에는 제92기계화여단 부사령관으로 임명되었으나, 1년간 다른 여단을 지휘했기 때문에 잠시만 머물렀다.
2019년 4월, 그는 대령 계급으로 진급했다.

### 오데사주 지사
2022년 3월 1일, 러시아의 우크라이나 침공 중 그는 세르히 흐리네베츠키의 뒤를 이어 오데사주 지사로 임명되었다. 2022년 3월 15일, 마르첸코는 아나톨리 보로카예프를 그의 부지사로 임명했다. 같은 날, 마르첸코는 오데사에서 베르나르앙리 레비를 만났다. 마르첸코는 2023년 3월 15일 대통령령에 의해 지사직에서 해임되었다.